# Phrynarachne gracilipes
Phrynarachne gracilipes är en spindelart som beskrevs av Pietro Pavesi 1895. Phrynarachne gracilipes ingår i släktet Phrynarachne och familjen krabbspindlar.
Artens utbredningsområde är Etiopien. Inga underarter finns listade i Catalogue of Life.